# Ceraclea harpalyke
Ceraclea harpalyke is een schietmot uit de familie Leptoceridae. De soort komt voor in het Oriëntaals gebied.